# Анцифарово
Анцифа́рово — деревня в Лихославльском районе Тверской области. Относится к Сосновицкому сельскому поселению.
Расположена в 20 км к северо-западу от районного центра Лихославль, между ручьями Песчанка и Журавиха. Через деревню проходит автодорога «Лихославль-Калашниково».
Население по переписи 2002 года — 111 человек, 54 мужчины, 57 женщин.

## История
Название деревни писалось раньше Анцыфорово или Анцыфарово.
В 1913 году деревня Анцыфарово центр Дорской волости Новоторжского уезда, относилась к Плосковскому приходу (село Большое Плоское).
В 1930-40-е годы деревня центр Анцыфаровского сельского Совета, здесь колхоз, школа, почтовое отделение, ветеринарный пункт, изба-читальня.
В 1970-80-е годы деревня входила в Гуттский сельсовет, жители трудились в совхозе «Анцифаровский» (дирекция в д.Гутты).
В 1997 году в деревне Анцифарово Гуттского сельского округа 48 хозяйств, 137 жителей.

## Население
| 1859 | 1884 | 2002 | 2010 |
| ---- | ---- | ---- | ---- |
| 248  | ↗251 | ↘111 | ↘110 |